# Antiochia ad Maeandrum
Antiochia ad Maeandrum (łac. Dioecesis Antiochensus ad Maeandrum) – stolica historycznej diecezji w Cesarstwie Rzymskim (prowincja Karia), współcześnie w Turcji. Od 1933 katolickie biskupstwo tytularne (wakujące od 1973).

## Biskupi tytularni
| Lp. | Biskup                        | Funkcja                              | Od                   | Do               |
| --- | ----------------------------- | ------------------------------------ | -------------------- | ---------------- |
| 1   | Vicente de Paulo Araújo Matos | biskup pomocniczy Crato (Brazylia)   | 21 kwietnia 1955     | 28 stycznia 1961 |
| 2   | Félix Guiller                 | emerytowany biskup Pamiers (Francja) | 10 kwietnia 1961     | 10 czerwca 1963  |
| 3   | Edward Louis Fedders MM       | prałat terytorialny Juli (Peru)      | 29 października 1963 | 11 marca 1973    |